# Sandman
Sandman (ang. The Sandman) – amerykańska seria komiksowa, napisana przez Neila Gaimana i wydana przez DC Comics w 75 odcinkach w latach 1989-1996, a następnie przedrukowana w 10 tomach zbiorczych (w Polsce wydana przez Egmont Polska w latach 2002-2007; większość tomów została podzielona w polskim wydaniu na dwie części). W 2021 roku wydawnictwo Egmont rozpoczęło dodruk wszystkich 10 tomów wraz z nowymi okładkami.
W 1991 roku epizod „Midsummer Night′s Dream” zdobył nagrodę World Fantasy Award, był to jedyny taki przypadek w historii ponieważ później zmieniono zasady, aby żaden komiks nie mógł otrzymać nagrody w kategorii literatura.

## Bohaterowie
Głównym bohaterem Sandmana jest Sen – władca krainy marzeń sennych, ucieleśnienie wszelkich snów i marzeń, nawiązujący do Piaskuna z folkloru niemieckiego. W komiksie najczęściej nazywany jest Morfeuszem, choć ma liczne inne imiona. Jest jednym z siedmiorga rodzeństwa Nieskończonych, z których każde utożsamia jeden z elementów rzeczywistości: Los, Śmierć, Zniszczenie, Rozpacz, Pożądanie i Malignę, która kiedyś była Marzeniem. Sen, uwolniony po wielu latach niewoli u brytyjskiego maga z początku XX wieku, musi odbudować swoje zniszczone królestwo. Dopadają go jednak zmory z przeszłości – musi stawiać czoło konsekwencjom swoich dawnych postępków.
Sen nie jest superbohaterem, który ratuje świat i ludzi. Działa realizując prawa Nieskończonych, często bezwzględnie, nie licząc się z nikim.

## Fabuła
Na początku serii, historia Sandmana rozgrywa się w świecie superbohaterów znanych z innych komiksów DC Comics, po czym istotnym punktem zwrotnym w opowieści jest spotkanie Snu z jego siostrą Śmiercią, od którego Sandman nabiera własnego, niepowtarzalnego stylu oraz rozwija własną mitologię. Pierwsze tomy serii oscylowały wokół horroru, by potem nabrać charakteru fantasy z elementami klasycznych i współczesnych mitologii.
Cykl nie posiadał stałego rysownika, zmieniali się oni w niemal każdej części. Cechą wspólną serii są okładki odcinków, stworzone przez Dave'a McKeana, łączące malarstwo, rysunek, fotografię, digital art, kolaż i inne, dając abstrakcyjny, surrealistyczny efekt.

## Odcinki
Odcinki wydane w Polsce (wszystkie w tłumaczeniu Pauliny Braiter):
Wydania zbiorcze (miękka okładka):
1. Sen Sprawiedliwych (rysunki: Sam Kieth i Mike Dringenberg) (1991, wyd. pol. 2002)
2. Nadzieja w piekle (rysunki: Sam Kieth, Mike Dringenberg i Malcolm Jones III) (1991, wyd. pol. 2002)
3. Dom Lalki cz. 1 (rysunki: Mike Dringenberg, Chris Bachalo i Malcolm Jones III) (1991, wyd. pol. 2003)
4. Dom Lalki cz. 2 (rysunki: Mike Dringenberg, Sam Kieth, Michael Zulli, Malcolm Jones III i Steve Parkhouse) (1991, wyd. pol. 2003)
5. Kraina snów (rysunki: Kelley Jones, Charles Vess, Coleen Doran i Malcolm Jones III) (1991, wyd. pol. 2003)
6. Pora mgieł cz. 1 (rysunki: Kelley Jones, Mike Dringenberg, Malcolm Jones III i P. Craig Russell) (1992, wyd. pol. 2004)
7. Pora mgieł cz. 2 (rysunki: Kelley Jones, Matt Wagner, Mike Dringenberg, Malcolm Jones III, George Pratt i Dick Giordano) (1992, wyd. pol. 2004)
8. Zabawa w ciebie cz. 1 (rysunki: Shawn McManus, Colleen Doran, George Pratt i Dick Giordano) (1993, wyd. pol. 2004)
9. Zabawa w ciebie cz. 2 (rysunki: Shawn McManus, Bryan Talbot i Stan Woch) (1993, wyd. pol. 2004)
10. Refleksje i przypowieści cz. 1 (rysunki: Kent Williams, Shawn McManus, Stan Woch, Dick Giordano, Duncan Eagleson, Vince Locke i Bryan Talbot) (1994, wyd. pol. 2005)
11. Refleksje i przypowieści cz. 2 (rysunki: John Watkiss, Bryan Talbot, Mark Buckingham, Jill Thompson, Vincent Locke i P. Craig Russell) (1994, wyd. pol. 2005)
12. Ulotne życia cz. 1 (rysunki: Jill Thompson i Vince Locke) (1995, wyd. pol. 2005)
13. Ulotne życia cz. 2 (rysunki: Jill Thompson, Vince Locke i Dick Giordano) (1995, wyd. pol. 2006)
14. Koniec Światów (rysunki: Bryan Talbot, Mark Buckingham, Alec Stevens, John Watkiss, Michael Zulli, Dick Giordano, Michael Allred, Shea Anton Pensa, Vince Locke, Steve Leialoha, Greg Amaro i Tony Harris) (1995, wyd. pol. 2006)
15. Panie Łaskawe cz. 1 (rysunki: Marc Hempel, d'Israeli, Glyn Dillon, Charles Vess, Dean Ormston i Kevin Nowlan) (1996, wyd. pol. 2006)
16. Panie Łaskawe cz. 2 (rysunki: Marc Hempel, Teddy Kristiansen i Richard Case) (1996, wyd. pol. 2007)
17. Przebudzenie (rysunki: Michael Zulli, John J. Muth, Charles Vess, Bryan Talbot i John Ridgway) (1997, wyd. pol. 2007)

Wydania zbiorcze (twarda okładka):
1. Preludia i nokturny (zawierające albumy: Sen Sprawiedliwych i Nadzieja w piekle) (wyd. pol. I - 2006, II - 2014)
2. Dom lalki (zawierające albumy: Dom lalki, cz. 1 i 2) (wyd. pol. 2009)
3. Kraina Snów (wyd. pol. 2009)
4. Pora mgieł (zawierające albumy: Pora mgieł, cz. 1 i 2) (wyd. pol. 2010)
5. Zabawa w ciebie (zawierające albumy: Zabawa w Ciebie, cz. 1 i 2) (wyd. pol. 2011)
6. Refleksje i przypowieści (zawierające albumy: Refleksje i przypowieści, cz. 1 i 2) (wyd. pol. 2014)
7. Ulotne życia (zawierające albumy: Ulotne życia, cz. 1 i 2) (wyd. pol. 2014)
8. Koniec Światów (wyd. pol. 2015)
9. Panie Łaskawe (zawierające albumy: Panie Łaskawe cz.1 i 2) (wyd. pol. 2015)
10. Przebudzenie (wyd. pol. 2015)

Poza serią - wydane w Polsce:
1. Śnienie: Przez bramy z rogu i kości (scenariusz: Jeff Nicholson, Peter Hogan, Caitlin R. Kiernan, rysunki: Jeff Nicholson, Gary Amaro, Peter Doherty, Paul Lee i Chris Weston) (1998, wyd. pol. 2008)
2. Sandman: Senni łowcy (opowiadanie ilustrowane) (rysunki: Yoshitaka Amano, 1999, wyd. polskie 2006)
3. Sandman: Noce nieskończone (rysunki: P. Craig Russell, Milo Manara, Miguelanxo Prado, Barron Storey, Dave McKean, Bill Sienkiewicz, Glenn Fabry i Frank Quitely) (2003, wyd. pol. I - 2006, II - 2017)
4. Śmierć (rysunki: Chris Bachalo, Mark Buckingham, Dave McKean i Mark Pennington) (1993-1996, wyd. pol. I - 2007, II rozsz. - 2016)
5. Furie (scenariusz: Mike Carey, rysunki: John Bolton) (2001, wyd. pol. 2009)
6. Sandman: Senni łowcy (komiks) (rysunki: Mike Mignola, Paul Pope, Joe Kubert i Yuko Shimizu) (2008-2009, wyd. pol. 2010)
7. Sandman: Uwertura (rysunki: J.H. Williams III i Dave Stewart) (2013-2015, wyd. pol. 2016)

## Adaptacje
- W latach 2016–2021 emitowano serial Lucyfer, luźno adaptujący postać Lucyfera z amerykańskiej serii komiksowej, który zadebiutował na łamach komiksu Gaimana.
- W październiku 2019 r. miała miejsce premiera krótkiego filmu animowanego DC Showcase: Death, którego jedną z bohaterek jest Śmierć (głosu użycza jej Jamie Chung)[4].
- W sierpniu 2022 roku Netflix rozpoczął emisję pierwszego sezonu serialu Sandman, stanowiącego adaptację komiksu[5]. Drugi finałowy sezon ma się pojawić w lipcu 2025 roku[6].